# Hildegard Falck
Pour les articles homonymes, voir Falck (homonymie).
Hildegard Falck, née Janze le 8 juin 1949 à Nettelrede, est une ancienne athlète allemande, championne olympique.
Son plus grand succès est sa victoire sur 800 m aux Jeux olympiques d'été de 1972 à Munich où elle prit le meilleur sur Nijolė Sabaitė. Elle remportait encore une médaille de bronze avec le relais 4 × 400 m.
En 1971, elle était sacrée championne d'Europe en salle. La même année, en Allemagne, elle était la première femme à courir le 800 m en moins de deux minutes, soit en 1 minute 58 secondes 3 dixièmes [1].

## Palmarès

### Jeux olympiques
- Jeux olympiques d'été de 1972 à Munich ( Allemagne de l'Ouest)
  -  Médaille d'or sur 800 m
  -  Médaille de bronze en relais 4 × 400 m

### Championnats d'Europe d'athlétisme
- Championnats d'Europe d'athlétisme de 1971 à Helsinki ( Finlande)
  - abandon sur 800 m

### Championnats d'Europe d'athlétisme en salle
- Jeux européens d'athlétisme en salle de 1970 à Vienne ( Autriche)
  - 8e sur 800 m
- Jeux européens d'athlétisme en salle de 1971 à Sofia ( Bulgarie)
  -  Médaille d'or sur 800 m

## Référence et Liens externes
1. L'Equipe du jeudi 13 juillet 1971 : reportage de Gustav Schwenk intitulé Hildegard Falck : elle a ouvert la voie et assorti d'une photo signée Sven Simon.
- Ressources relatives au sport :   - CIO
  - Munzinger
  - Olympedia
  - Tilastopaja
  - Track and Field Statistics
  - World Athletics